# Liponeura cretica
Liponeura cretica är en tvåvingeart som beskrevs av Peter Zwick 1974. Liponeura cretica ingår i släktet Liponeura och familjen Blephariceridae. Inga underarter finns listade i Catalogue of Life.